# Bataille d'Andros (246 av. J.-C.)
Pour les articles homonymes, voir Bataille d'Andros.
Troisième guerre de Syrie
La bataille d'Andros est une bataille navale ayant opposé la flotte lagide à la flotte antigonide. N'étant connue que par deux allusions chez Plutarque et Trogue Pompée, elle a donné lieu à des interprétations et à des datations contradictoires : la date de 246 av. J.-C. est généralement proposée, ce qui la situerait durant la troisième guerre de Syrie et impliquerait que les Antigonides auraient été alliés aux Séleucides. D'autres historiens la datent de la deuxième guerre de Syrie, tandis que selon d'autres, l'Antigone évoqué par les sources pourrait être Antigone III Doson, ce qui la placerait vers 227. 
Malgré sa supériorité numérique, la flotte lagide, commandée par Sophron, possiblement un gouverneur séleucide d'Éphèse passé du côté lagide, aurait été vaincue par la flotte macédonienne. 
Un fragment de papyrus évoque une bataille navale durant laquelle un dénommé Ptolémée, dit « Andromaque » ou « fils d'Andromaque », aurait perdu son navire et son équipage, s'échappant de justesse vers Éphèse. Il pourrait s'agir d'un demi-frère de Ptolémée III. Selon cette hypothèse cela placerait la bataille vers 259/258.
Selon une interprétation contestée,, les Lagides auraient alors perdu leur tutelle sur la Ligue des Nésiotes (ou Confédération des Cyclades) au profit des Antigonides. Selon certains auteurs l'hypothétique rétablissement antigonide aurait donné lieu à des fêtes (Sôtèria) célébrées à Délos à partir de 245, mais cette association est contestée par d'autres.